# David Murray (2. hrabia Mansfield)
David Murray, 2. hrabia Mansfield KT (ur. 9 października 1727, zm. 1 września 1796) – brytyjski arystokrata, polityk i dyplomata szkockiego pochodzenia.

## Życiorys
Był synem Davida Murraya, 6. wicehrabiego Stormont, i Anne Stewart. Jego stryjem był sędzia William Murray, 1. hrabia Mansfield. Po śmierci ojca w 1748 r. David odziedziczył tytuł 7. wicehrabiego Stormont. 
W latach 1756-1763 r. był ambasadorem brytyjskim przy dworze sasko-polskim w Dreźnie i Warszawie. Od 1764 do 1772 r. był ambasadorem w Wiedniu; podczas misji wiedeńskiej, z jego rady i pomocy często korzystał ks. Andrzej Poniatowski. W latach 1772–1778 wykonywał obowiązki ambasadora w Paryżu. Został odwołany, gdy Francja zdecydowała się pomóc zbuntowanym przeciw koronie brytyjskiej kolonistom amerykańskim. 
Od 1754 r. był parem-reprezentantem Szkocji w brytyjskiej Izbie Lordów. W 1768 r. otrzymał Order Ostu. W latach 1779–1782 był ministrem północnego departamentu w gabinecie lorda Northa. W 1783 r. i w latach 1794–1796 był Lordem Przewodniczącym Rady. W latach 1778–1795 pełnił najwyższą funkcję w szkockim sądownictwie, Lorda Justice General. Po śmierci stryja w 1793 r. odziedziczył tytuł 2. hrabiego Mansfield.
Zmarł w 1796 r. Był dwukrotnie żonaty - z Henriettą Fredericą Bunau i Louisą Schaw Cathcart. Tytuły parowskie odziedziczył po nim jego najstarszy syn, David.